# Hatterianema hollandei
Hatterianema hollandei ist eine Art der Spulwürmer und einziger Vertreter der Gattung Hatterianema. Der Parasit tritt ausschließlich in Neuseeland bei Brückenechsen auf.

## Merkmale
Hatterianema hollandei hat die typischen Eigenschaften der Spinicaudinae. Von den Lippen ragen keine seitlichen Kutikula-Ausläufer hervor, was die Gattung und damit auch Art von allen anderen Spinicaudinae unterscheidet. Männchen haben einen spitzen Schwanz mit 24 bis 28 kleinen Papillen und einen bauchwärts orientierten Genitalsaugnapf, aber keine Kaudalflügel. Aufgrund ihrer Wirtsspezifität sind sie relativ einfach zu identifizieren.